# Kaspar Friedrich von Lethmate
Kaspar Friedrich Freiherr von Lethmate (* 23. Juli 1652 in Kloster Gerbstedt; † 19. Juli 1714 in Wesel) war ein kurbrandenburgischer Generalmajor sowie Erbherr auf Brachwitz, Schafsee und Steedten (Stedren).

## Leben

### Herkunft
Seine Eltern waren der schwedische Generalmajor, Kriegsrat und Pfandinhaber des Amtes Alt-Straßfurt Kasper von Lethmate (1606–1678) und dessen Ehefrau Johanna, geborene Gerbrecht von Baumgarten († 1672) aus dem Hause Bernburg in der Grafschaft Hoya.

### Militärkarriere
Lethmate ging 1670 in schwedische Dienste und kämpfte während des Schwedeneinfalls in der Schlacht bei Fehrbellin gegen die Brandenburger. Ab 1687 war er brandenburgischer Oberstleutnant. Am 22. Februar 1689 warb er zwei Kompanien, die den Stamm des späteren Kürassierregiments „Bayreuth“ bildeten. Am 12. September 1691 wurde er zum Oberst befördert und zum Kommandeur des Regiments ernannt. Im Türkenkrieg 1693/95 kämpfte er unter General Paul von Brandt. Aufgrund seiner Verdienste in der Schlacht bei Zenta wurde Lethmate 1698 zum Reichsfreiherr ernannt, am 15. Oktober 1698 wurde sein Stand durch den Kurfürsten Friedrich III. bestätigt. Im Spanischen Erbfolgekrieg kämpfte er 1702 bei der Belagerung von Kaiserswerth. 1704 nach Berlin zurückgerufen, folgte am 7. Oktober des gleichen Jahres die Beförderung zum Brigadier und bereits am 7. Januar 1705 wurde Lethmate Generalmajor. Er starb am 19. Juli 1714 in Wesel. Seine Leiche wurde am 3. September 1714 im Magdeburger Dom beigesetzt.

### Familie
Er heiratete am 11. Mai 1679 in Straßfurt Sabine Christophora Brandt von Lindau aus dem Haus Wiesenburg. Sie war die Tochter des sächsischen Kammerherren und Oberst Jobst Christoph Brandt von Lindau (1623–1702). Das Paar hatte sieben Söhne und fünf Töchter. Die Söhne sollen vor ihm gestorben sein, sein letzter Sohn als K.K. Hauptmann im Duell. Von seinen Töchtern starb 1754 Ida Charlotte Hedwig als Ehefrau des Oberst Anton Ludolph von Krosigk (1667–1737), einem Sohn von Matthias von Krosigk. Eine Zweite war mit Johann Georg von Geuder, fürstlich Anhalt-Harzgeroder Geheimer Rat, und eine Dritte Maria Louise mit dem Oberstleutnant Gottlob Vitzthum von Eckstädt auf Troßin Sohn von Christoph Vitzthum von Eckstädt verheiratet.